# Byšičky 1
Přírodní památka Byšičky 1 se nachází na území obcí Lázně Bělohrad a Lukavec u Hořic přibližně 2,5 km od Lázní Bělohrad. Chráněné území vzniklo rozdělením původní přírodní památky Byšičky na menší přírodní památku a evropsky významnou lokalitu Byšičky 1 a rozlehlejší přírodní památku Byšičky 2. Památka byla zřízena pro ochranu a zajištění stability populací kuňky ohnivé (Bombina bombina), hlízovce Loeselova (Liparis loeselii) a dalších zvláště chráněných druhů rostlin a živočichů jako například čolka velkého (Triturus cristatus), ostřice Davallovy (Carex davalliana), kruštíku bahenního (Epipactis palustris), kruštíku modrofialového (Epipactis purpurata), zevaru nejmenšího (Sparganium natans), prstnatce májového (Dactylorhiza majalis), vemeníku dvoulistého (Platanthera bifolia), upolínu evropského (Trollius europaeus), lilie zlatohlávku (Lilium martagon), vachty trojlisté (Menyanthes trifoliata) a dalších. Evropsky významná lokalita Byšičky byla zřízena za účelem ochrany zásaditých slatinišť, kuňky ohnivé a hlízovce Loeselova. V chráněném území se nachází rybníky Zákopský a Bahník.

## Galerie

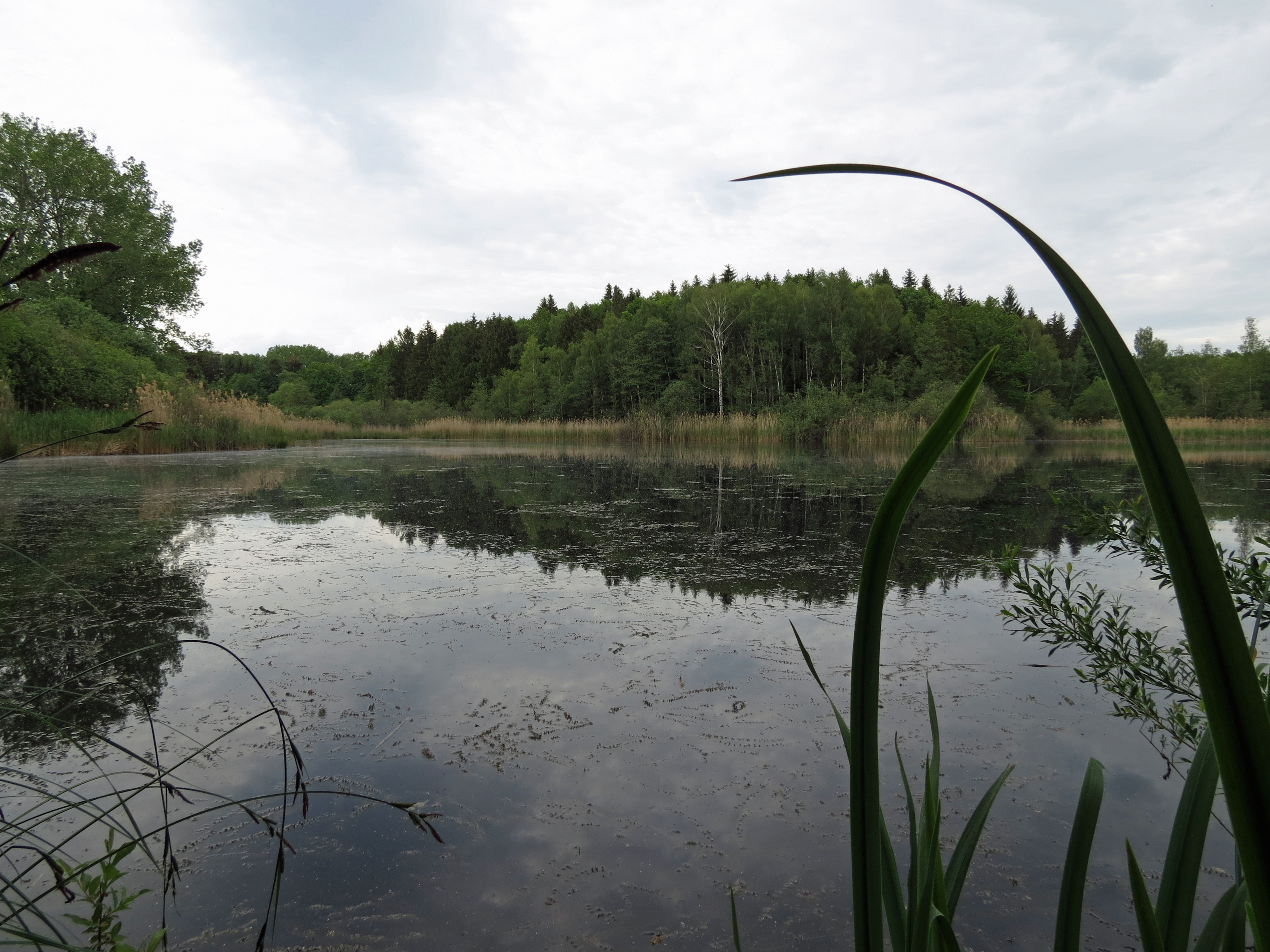